# Tour lombarde
La Tour lombarde (en italien : Torre longobarda ou Torre del Barbarossa), est une ancienne tour située dans la commune de Serravalle Pistoiese dans la province de Pistoia en Toscane,.

## Historique
Hormis la tradition orale populaire, il n'existe aucune certitude historique selon laquelle cette tour aurait été construite à la fin du VIe siècle par les Lombards, après qu'eux et leur roi Agilulf eurent réussi en 593 à percer le limes byzantino situé en plein dans la région de Serravalle pour protéger le territoire de Pistoia, Fiesole, Florence et toute la haute Tuscie.
La tour est située sur un point stratégique important, la colline surplombant le col qui mène de la Valdinievole à la plaine Florence-Pistoia-Prato. De son sommet, on pouvait contrôler à la fois cette vallée, jusqu'à Florence, et toute la plaine de la Valdinievole, jusqu'à Lucques et la mer. Toute armée marchant vers elle pourrait être identifiée des jours à l'avance et à partir de cette hauteur, les autres tours des environs pourraient également être contrôlées, par exemple celles de Fucecchio et de Monsummano Terme, et d'autres encore plus éloignées, permettant ainsi de maintenir une signalisation lumineuse.
En 1107, la tour fortifiée et les murs d'enceinte furent construits par la ville de Pistoia, située sur le versant oriental de la colline en direction et avec vue sur Pistoia. Ainsi est né l'actuel château de Serravalle Pistoiese, rempart de défense contre les ennemis venant de la côte et porte d'entrée pour toutes les personnes et marchandises arrivant de la Valdinievole vers la commune de Pistoia.
Toute personne souhaitant entrer devait passer par la Porta della Gabella, la porte principale du château, ainsi appelée en raison des droits à payer pour entrer dans la commune libre de Pistoia. Aujourd'hui, il reste peu de traces des anciennes murailles de la Rocca Vecchia, y compris les restes de l'enceinte murale et une porte d'entrée du château et de la forteresse elle-même, qui sont encore bien visibles.

## Galerie

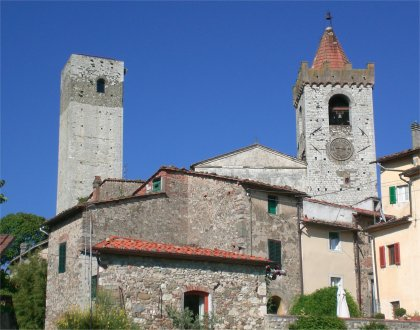
La tour lombarde et l'église Santo Stefano.
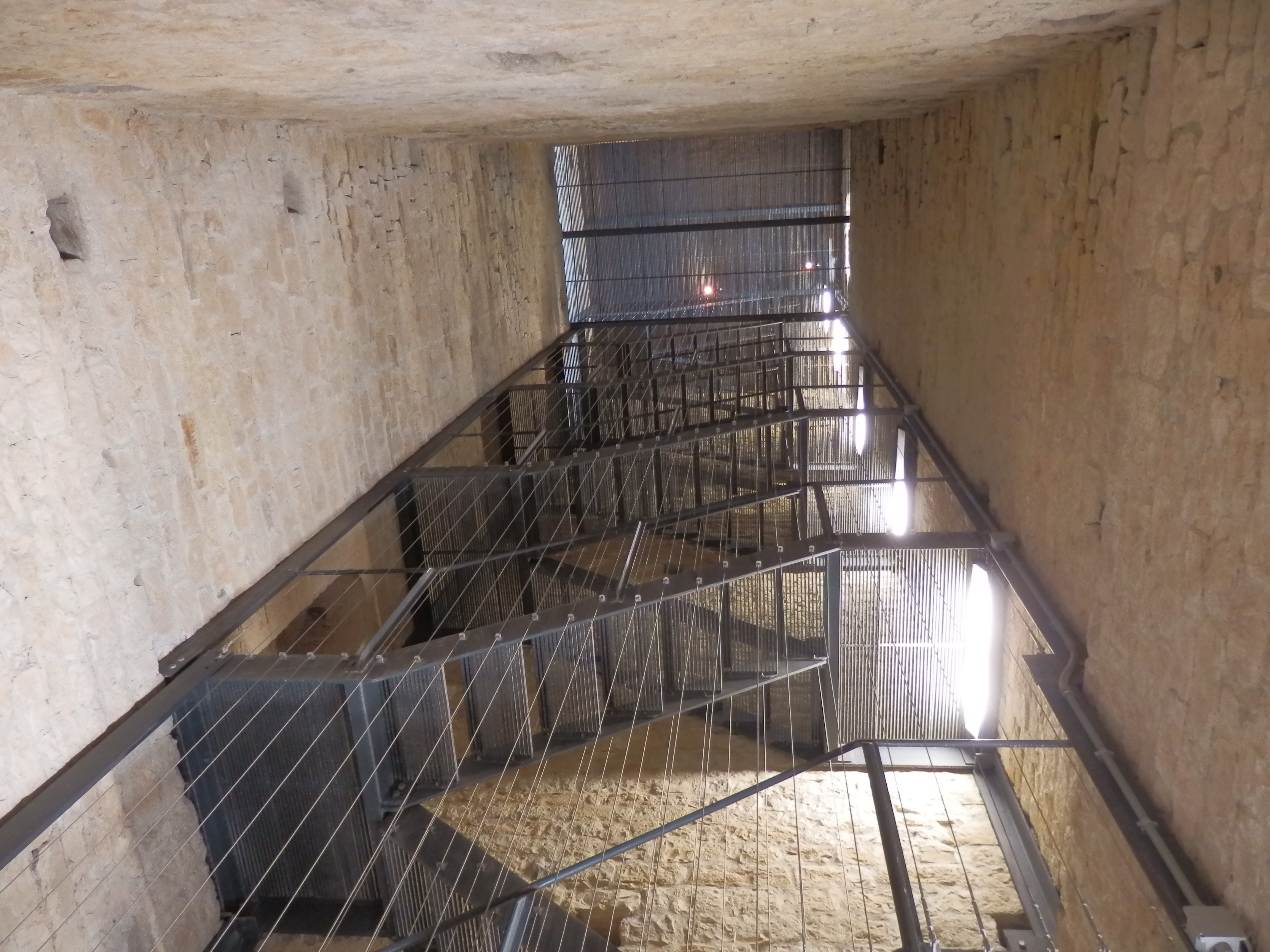
L'intérieur de la tour.